# 김해 송씨
김해 송씨(金海 宋氏)는 경상남도 김해시를 본관으로 하는 한국의 성씨이다. 시조는 송천봉(宋天逢)이라는 인물로 고려에서 문과에 급제해 정언(正言), 기거랑(起
居郞), 감찰장령(監察掌令), 광양감무(光陽監務), 대사헌(大司憲), 첨밀직사사(簽密直司
事) 등의 지내다 김해군(金海君)에 봉해졌다.

## 참고 자료
- “김해송씨(金海宋氏)”. 뿌리를 찾아서.[깨진 링크(과거 내용 찾기)]